# Ў
Ў, ў (u curta ou u com braquia) é uma letra do alfabeto cirílico, em sua variante bielorrussa. A letra recebe, em bielorrusso, o nome de у нескладовае (u nieskladovaie, "u não-silábico") ou у кароткае (u karotkaje, "u curto"), porque ao mesmo tempo em que é muito parecido com a vogal (u), não forma sílabas. Seu equivalente no alfabeto latino bielorrusso é ŭ.
Nas palavras nativas do bielorrusso, o ў representa uma consoante fricativa bilabial sonora, como em хлеў (AFI: /xlʲeʊ/, "cabana") ou воўк (/vɔʊk/, "lobo"). Um processo semelhante ocorre com o w, na palavra inglesa cow (/kaʊ/, "vaca"). A letra ў não pode vir antes de vogal; quando a gramática o exige, ela é substituída por в /v/ (compare хлеў /xlʲeʊ/ com за хлявом (/za xlʲaˈvom/, "atrás da cabana"). Quando uma palavra que começa com у (/u/) se segue a uma vogal, de tal maneira que um ditongo é formado através da ligação, ela costuma ser - embora não necessariamente - escrita com ў (por exemplo, у хляве (/u xlʲa'vʲe/, "na cabana"), porém увайшлі яны ў хлеў (/uvajʃˈlʲi jaˈnɨ ʊ xlʲeʊ/, "eles entraram na cabana").
A letra ў também é usada para representar a aproximante labiovelar /w/ em empréstimos estrangeiros.
A letra não usada em qualquer outra língua eslava. Entre os idiomas não-eslavos que utilizam alfabetos cirílicos, o ў é utilizado na língua dungana e na língua yupik. Foi utilizado também pelo uzbeque antes da adoção do alfabeto latino em 1992.